# KkStB 293
Die kkStB 293 war eine Tenderdampflokomotivreihe der kkStB.
Die beiden Lokomotiven dieser Reihe wurden 1888 von Krauss in Linz für die RGTE gebaut.
Sie erhielten dort die Nummern 5G–6G.
Nach der Verstaatlichung wurden sie zunächst kkStB 93.20"–21" (Zweitbesetzung) und schließlich kkStB 293.20–21.
Nach dem Ersten Weltkrieg kamen sie zur ČSD, wo sie als Reihe 300.2 eingeordnet wurden.
Die Lokomotiven wurden 1928 und 1937 ausgemustert.